# Guézon (Facobly)
Guézon  è una città e sottoprefettura della Costa d'Avorio appartenente al dipartimento di Facobly. Conta una popolazione di 8 674 abitanti (censimento 2014).